# Fathia Youssouf
Fathia Youssouf Abdillahi (Brest, 1 de agosto de 2006) es una actriz francesa.

## Biografía
Fathia Youssouf nació el 1 de agosto de 2006 en Brest (Francia). 
Youssouf fue descubierta por la directora de casting Tania Arana.  Cuando tenía solo 11 años, la directora Maïmouna Doucouré le dio el papel principal en su largometraje Guapis. La película denuncia la influencia de las redes sociales en las niñas preadolescentes, y su hipersexualización temprana. 

## Reconocimientos
- La revista New York Times ocupó el puesto 13 como mejor actriz del año 2020 [5]
- Premio César a la actriz más prometedora por Guapis (Mignonnes). [6]